# 広島電鉄5000形電車
広島電鉄5000形電車（ひろしまでんてつ5000がたでんしゃ）は、広島電鉄の路面電車である。アルミニウム合金製の車体を持つ、5車体6軸の関節式連節車で、100％低床車。1999年（平成11年）から2002年（平成14年）にかけてドイツのシーメンス社（シーメンス交通システム社）で5001 - 5012の12編成が製造された。愛称はGREEN MOVER（グリーンムーバー）、シーメンスにおける商品名はCombino Hiroshimaである。

## 概要
日本では熊本市交通局9700形電車に次ぐ、2例目の100%低床電車で、シーメンス・コンビーノシリーズの一つである。日本での受け入れ整備はアルナ工機で実施されたため、書類上はシーメンスとアルナ工機（アルナ車両）の共同製造になっている。
広電宮島口側から順番にA、C、E、D、Bの各車で構成される。A、B車に動力台車、E車に附随台車があり、C、D車には車輪がない「浮き車体」になっている。各車間は関節で結ばれている。なお、編成の長さが、軌道運転規則で定められた30m以内に収まらないため運輸省（現・国土交通省）の特認を受けている。
車体の外観はオリジナルのコンビーノをベースに日本でデザインした前面を組み合わせた。塗装デザインは榮久庵憲司が担当した。客用窓は固定式、客用扉はプラグ式で、左側面はA、C、D車に、右側面はC、D、B車に設けられている。
なお、前面およびライト下のスカートは取り外し可能で、中に非常時に他の車両と連結するための連結棒がある。
車内はステップが無いため広く感じられる。また窓が大きいため眺望がよく、昼間は大変明るい。吊り広告を含め広告枠が一切無く、これは当時としては異例であった。座席はA車とB車とE車はタイヤハウス上にクロスシートが設置され、C車とD車についてはバケットタイプのロングシートが設置されている。初期車の座席が従来車に比べて固く評判が良くなかったことから、5005以降は座席が比較的柔らかいものになり、それ以前の車両についても順次交換された。
広島電鉄で初めて、車内に次の停車駅等の案内表示器が付いた。連結部上部に1行分のLEDパネルが設置されている。
冷房装置はA・B車に運転室用（能力3,700kcal/h）と、C・D車に客室用（同 26550kcal/h）を搭載している。
パンタグラフはシングルアーム式をC・D車に搭載している。制御装置はPWMIGBT-VVVFインバータ制御方式を採用。屋上に搭載したトラクション・コンテナに内蔵されている。制動装置は、回生ブレーキ優先発電ブレーキを常用するほか、非常用として電磁吸着式のトラックブレーキを備えているのが特徴である。
2000年には鉄道友の会よりローレル賞を広島電鉄の車両として初受賞した。
また、2003年度バリアフリー化推進功労者表彰・内閣官房長官賞を受賞している。

## 車歴
市内線・宮島線直通用として、乗降の利便性を図るため当車が投入された。
第1編成は製造時期と補助金の申請期限の関係でドイツ・ハーン空港から、ヴォルガ・ドニエプル航空の大型輸送機An-124に載せられ、1999年3月13日に広島空港へ空輸された。その後、車両は広島空港から広島市中区江波にある江波車庫に搬入され組み立てられた。なお、第2編成以降はドイツから船で送られている。
同年4月から試運転を行い、6月9日、広電宮島駅（現在の広電宮島口駅）発の記念列車から運行を開始した。以降2002年までに12編成が投入され、市内線系統でも使用されるようになった。全車にスリップ防止のための砂撒き装置が設置されている。
しかし、車内の空調性能に広島の気候と合わない部分があること・車両価格や部品調達コストが高額なこと・部品調達に時間がかかり過ぎることなどが問題となって2002年で増備が打ち切られ、以降の新造は国内メーカーとの共同開発による5100形へ移行した。
2004年3月12日にメーカー側がコンビーノシリーズのリコールを発表した。内容は、屋上の連結装置取付部の強度不足が原因で周辺の構体に細かい亀裂が入り、放置すれば衝突事故などで屋根部が落下する危険があるとされるもので、5000形も全車が対象となり、2007年以降オーストリアのシーメンス関連工場に送り込まれた。さらに2009年に5007号が部品取りとなって以降は運用を離脱する編成が相次いでおり、2024年3月時点で運行されている車両は5006号、5008号、5011号のみとなっている。
2025年3月には部品取り車となっていた5007号が廃車となった。

## 運用
2015年現在、5001号 - 5011号は2号線（本線・宮島線）専用運用、5012号は1号線（紙屋町東経由宇品線）専用運用となっている。5012号は5101号の荒手車庫転属に伴い千田車庫に転属された。2号線運用車は、朝ラッシュのみ宮島口方面→紙屋町西→市役所前→広電本社前までの運用とその折り返しとして3号線（広電本社前→紙屋町西→広電西広島(己斐)）の運用に就くことがある。

## 各車状況

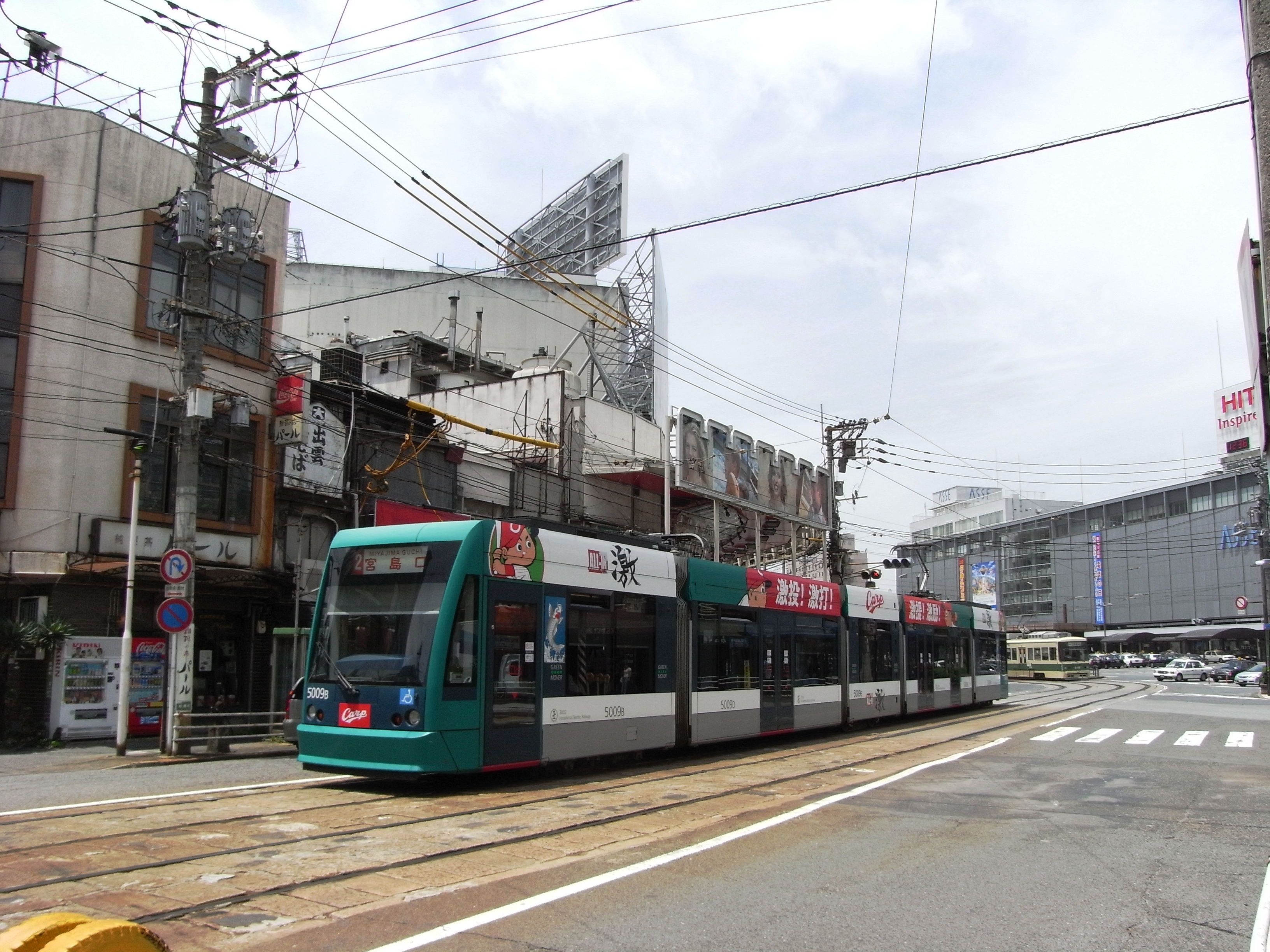
2008年度カープ電車

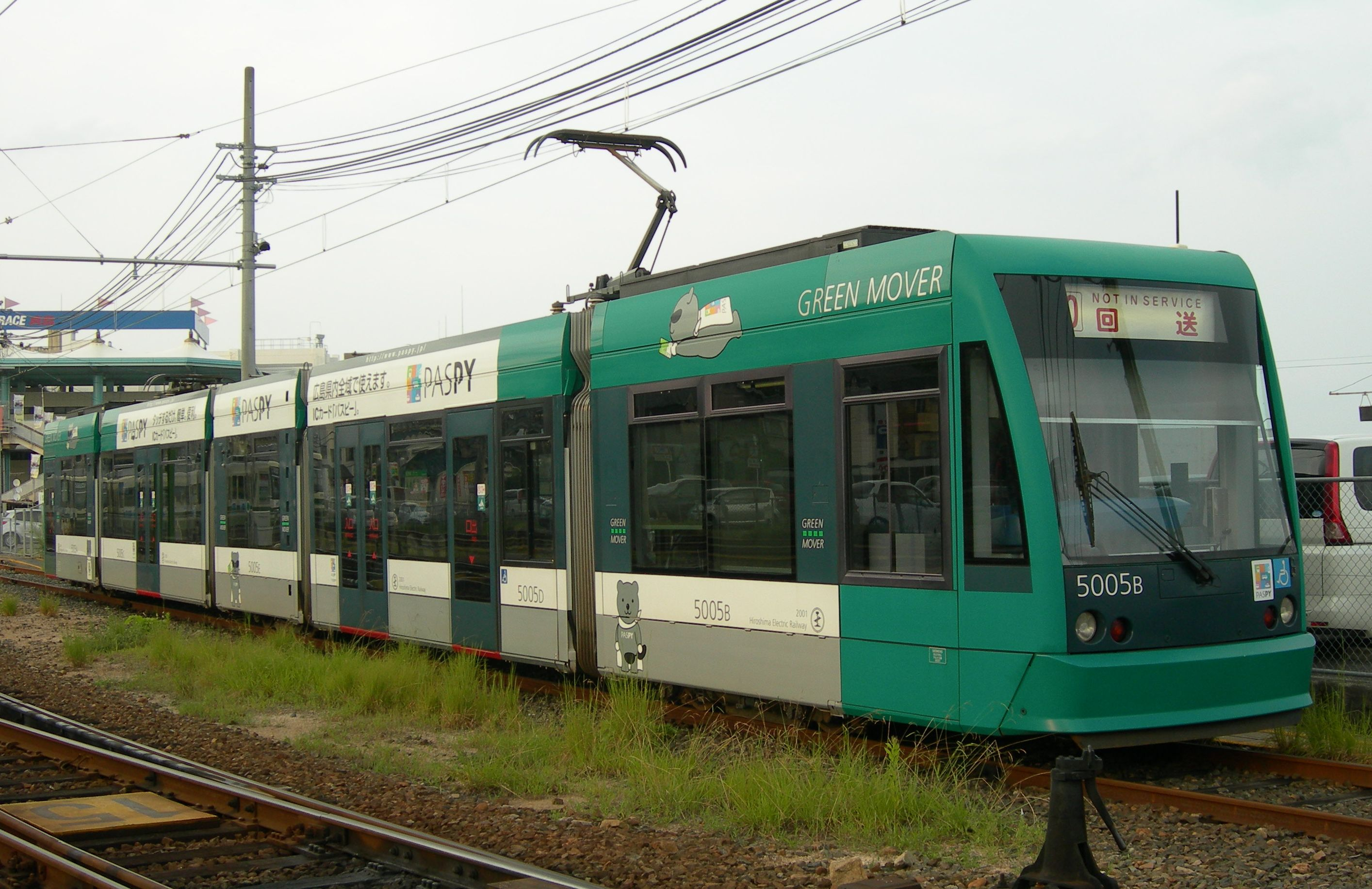
ICカードPASPY部分ラッピング電車

先述した通り、海外製ということもあり整備が難しく、運用停止中の編成が非常に多い。
特記がある場合を除き、2024年12月時点の状態を示す。
| 車号 | 竣工       | 所属車庫 | 塗装   | ICカード全扉乗降サービス対応日 | 運用状況 | 備考                                                                        |
| ---- | ---------- | -------- | ------ | ------------------------------ | -------- | --------------------------------------------------------------------------- |
| 5001 | 1999年3月  | 荒手車庫 | 標準色 |                                | 停止中   | デビューまでは3Mの全面ラッピングで覆面。 2013年2月に行先表示器がLEDに変更。 |
| 5002 | 1999年12月 | 荒手車庫 | 標準色 |                                | 停止中   | 2013年2月に行先表示器がLEDに変更。                                          |
| 5003 | 1999年12月 | 荒手車庫 | 標準色 |                                | 停止中   | 2013年8月に行先表示器がLEDに変更。                                          |
| 5004 | 1999年12月 | 荒手車庫 | 標準色 |                                | 停止中   | 2013年8月に行先表示器がLEDに変更。                                          |
| 5005 | 2001年3月  | 荒手車庫 | 標準色 |                                | 停止中   | 2014年3月に行先表示器がLEDに変更。                                          |
| 5006 | 2001年3月  | 荒手車庫 | 標準色 | 2022年7月27日                  | 運用中   | 2015年2月に行先表示器がLEDに変更。                                          |
| 5007 | 2001年3月  | 荒手車庫 | 標準色 |                                | 廃車     | 2025年3月廃車                                                               |
| 5008 | 2001年9月  | 荒手車庫 | 標準色 | 2022年7月22日                  | 運用中   | 2015年2月に行先表示器がLEDに変更。                                          |
| 5009 | 2002年3月  | 荒手車庫 | 標準色 |                                | 停止中   | 2015年3月に行先表示器がLEDに変更。                                          |
| 5010 | 2002年9月  | 荒手車庫 | 標準色 | 2022年8月6日                   | 停止中   | 2015年12月に行先表示器がLEDに変更。                                         |
| 5011 | 2002年11月 | 荒手車庫 | 標準色 | 2022年7月9日                   | 運用中   | 2015年12月に行先表示器がLEDに変更。                                         |
| 5012 | 2002年11月 | 荒手車庫 | 標準色 |                                | 停止中   | 運用離脱前は千田車庫所属。 2015年12月に行先表示器がLEDに変更。              |